# NL-Alert
NL-Alert est un système d'alarme de diffusion cellulaire utilisé par le gouvernement néerlandais pour alerter et informer rapidement les citoyens des situations dangereuses ou de crise. Grâce à ce système, les autorités peuvent envoyer des messages aux utilisateurs de téléphones portables dans des zones spécifiques en utilisant des tours de téléphonie cellulaire spécifiques pour alerter les téléphones à leur portée.[2] NL-Alert est l'une des premières mises en œuvre de la législation EU-Alert ou Reverse 1-1-2 telle que définie par le Code européen des communications électroniques (EECC) contraignant utilisant la technologie de diffusion cellulaire pour la diffusion de messages d'avertissement publics au grand public.

## Utilisation du Service
Le système a été introduit à l'échelle nationale le 8 novembre 2012 et a été utilisé pour la première fois lors d'un grand incendie à Tolbert le 14 décembre 2012. La deuxième utilisation a eu lieu lors d'un autre incendie à Meppel en 2013. NL-Alert a été utilisé plus de 200 fois en décembre 2017 à des fins d'alerte publique (par exemple, les grands incendies de forêt et industriels, les conditions météorologiques extrêmes et les fuites de gaz).

## Arrière-plan
NL-Alert est un ajout au système d'alerte de population d'urgence existant, qui fonctionne à l'aide d'un grand nombre de sirènes sur des mâts dans tout le pays. Une différence clé entre ces systèmes est que les utilisateurs de NL-Alert sont non seulement avertis, mais également immédiatement informés de la situation. Les messages NL-Alert incluent l'emplacement d'un incident et des conseils pour se mettre en sécurité. Les messages NL-Alert ont un son d'alarme distinct - qui s'arrête lorsque le message est vu par l'utilisateur.
Recevoir NL-Alert est gratuit. Un utilisateur n'a pas besoin de s'inscrire pour recevoir des alertes, mais peut avoir besoin de configurer un appareil pour recevoir des diffusions cellulaires. De plus en plus, les téléphones mobiles sont préconfigurés par leurs fabricants pour recevoir des diffusions cellulaires, y compris NL-Alert, via les systèmes 2G, 3G et 4G.

## Taux d'adoption
NL-Alert est utilisé aux Pays-Bas depuis plusieurs années et, tous les six mois, un message test est envoyé et diffusé dans tous les Pays-Bas. La portée du message Control Cell Broadcast a augmenté au fil des ans, de sorte qu'en juin 2020, plus de 13,6 millions (90 %) de citoyens de 12 ans et plus ont reçu directement le message d'avertissement de test Cell Broadcast sur leur téléphone mobile. Il y a une grande volonté de transmettre un message NL-Alert à d'autres, parmi les 10% de personnes qui n'ont pas reçu le message (par exemple parce qu'elles n'ont pas de téléphone portable), 4% l'ont entendu à travers d'autres personnes et ont atteint ce message message de diffusion cellulaire unique au total 14,2 millions de personnes - 94% de la population néerlandaise de 12 ans et plus.
7 décembre 2015 - 7,1 millions de personnes de 12 ans et plus (49 %) (couverture LTE nationale complète)
6 juin 2016 - 8,3 millions de personnes de 12 ans et plus (57%)
5 décembre 2016 - 8,8 millions de personnes de 12 ans et plus (60%)
3 juillet 2017 - 9,2 millions de personnes de 12 ans et plus (63%)
4 décembre 2017 - 10,8 millions de personnes de 12 ans et plus (74%)
4 juin 2018 - 11,3 millions de personnes de 12 ans et plus (76%)
3 décembre 2018 - 12,43 millions de personnes de 12 ans et plus (83%)
3 juin 2019 - 13,18 millions de personnes de 12 ans et plus (88%)
2 décembre 2019 - 13,7 millions de personnes de 12 ans et plus (90,7 %)
8 juin 2020 - 14,2 millions de personnes de 12 ans et plus (94% de la population)

## Approche multicanal
NL-Alert utilise Cell Broadcast comme canal principal pour émettre des avertissements et des alertes.
Comme aucun canal ne convient à chaque situation ou à chaque personne, plusieurs canaux sont utilisés par NL-Alert pour s'assurer que le plus de personnes possible reçoivent les informations dont elles ont besoin. Cela comprend depuis décembre 2018 des écrans d'information numérique aux arrêts de bus, tram et métro (transports publics). D'autres canaux de diffusion devraient être ajoutés au cours de la période à venir. Les alertes et les avertissements sont envoyés au nouveau canal à la fois au niveau national et local en fonction de l'urgence.
3 décembre 2018 - 300 000 personnes âgées de 12 ans et plus ont vu l'alerte NL sur les écrans d'information numérique.
2 décembre 2019 - 300 000 personnes âgées de 12 ans et plus ont vu l'alerte NL sur les écrans d'information numériques et 150 000 sur les écrans publicitaires numériques.